# Beaver Island
Beaver Island er den største ø i Lake Michigan og en del af øgruppen ved samme navn. Engang var øen hjemsted for et unikt amerikansk monarki, nu er den en populær turist- og feriedestination. Beaver Island ligger ca. 51 km fra byen Charlevoix på hovedlandet, og kan kun nås via. luft- eller bådtrafik. Øen har to lufthavne, en offentlig og en privat. Postnummeret er 49782. Beaver Island er også navnet på en ikke-registreret forening bestående af de beboede områder på øen.

## Det mormonske kongerige på Beaver Island
Selvom Beaver Island nu er kendt for sine strande, skove, fritidshavn og beliggenhed. Var den engang hjemsted for et unikt mormonsk kongerige. 
James Strang som var leder af den dengang betydelige gren af mormonismen. Valgte at flytte med sine tilhængere til Beaver Island i 1848 for både at undgå forfølgelse, men også for at kunne udøve større kontrol med sine tilhængere. James Strang blev i 1850 kronet som konge af kirken og dennes medlemmer ved en ceremoni, hvor han modtog en metalkrone med glasstjerner foran, en rød kappe, et skjold, en brystplade og et træscepter. Strang udøvede primært sin magt over sine undersåtter, men at han bl.a. udøvede magt over ikke-mormoner på øen, var en af de grunde til, at han endte med at blive myrdet, og at mormonerne blev tvunget væk fra øen i 1856.   